# Learcha sponsa
Learcha sponsa är en insektsart som beskrevs av Stsl 1863. Learcha sponsa ingår i släktet Learcha och familjen lyktstritar. Inga underarter finns listade i Catalogue of Life.